# قلعه‌نو (ورامین)
قلعه نو (ورامین)، روستایی از توابع بخش جوادآباد شهرستان ورامین در استان تهران ایران است.

## جمعیت
این روستا در دهستان بهنام عرب جنوبی قرار دارد و براساس سرشماری مرکز آمار ایران در سال ۱۳۸۵، جمعیت آن ۱۱ نفر (۴خانوار) بوده‌است.این روستاازسال 1340به بعدمتروکه می باشدوسکنه آن به روستاهای همجوارمهاجرت نموده اند.وفقط کشاورزان بصورت فصلی درآن ساکن میباشند.